# (3986) Rozhkovskij
(3986) Rozhkovskij es un asteroide perteneciente al cinturón de asteroides, descubierto el 19 de septiembre de 1985 por Nikolái Stepánovich Chernyj desde el Observatorio Astrofísico de Crimea (República de Crimea).

## Designación y nombre
Designado provisionalmente como 1985 SF2. Fue nombrado Rozhkovskij en honor al astrónomo soviético Dimitri Alexandrovich Roĵkovskij.